# Derbe
Derbe (em grego: Δέρβη; romaniz.: Derbé) era uma cidade localizada na antiga região da Licaônia e que passou a fazer parte do sul da província romana da Galácia, depois que esta província veio a ser ampliada, provavelmente na época de Augusto. É a única cidade mencionada no Novo Testamento onde a mensagem do Evangelho foi aceita desde o início por seus habitantes.

## Contexto bíblico
A cidade é mencionada no livro de Atos do Novo Testamento da Bíblia como um dos locais visitados pelo apóstolo Paulo em suas viagens missionárias.

## Patrimônio arqueológico
O sítio arqueológico da cidade ainda não foi escavado.